# Kaneda Miho
Kaneda Miho (金田 美保; Hepburn: Kaneda Miho) (Japán, ? –) válogatott japán labdarúgó.

## Pályafutása

### A válogatottban
1981-ben debütált a japán válogatottban. A japán válogatott tagjaként részt vett az 1981-es Ázsia-kupán. A japán válogatottban öt mérkőzést játszott.

## Statisztika
| Japán válogatott | Japán válogatott | Japán válogatott |
| Időszak          | Mérk.            | gól              |
| ---------------- | ---------------- | ---------------- |
| 1981             | 5                | 0                |
| Összesen         | 5                | 0                |